# Bathychaetus heptapous
Bathychaetus heptapous är en ringmaskart som beskrevs av Faubel 1978. I den svenska databasen Dyntaxa används istället namnet Psammoriedlia heptapous. Enligt Catalogue of Life ingår Bathychaetus heptapous i släktet Bathychaetus och familjen Nerillidae, men enligt Dyntaxa är tillhörigheten istället släktet Psammoriedlia och familjen Nerillidae. Arten är reproducerande i Sverige. Inga underarter finns listade i Catalogue of Life.